# Villa Carpena

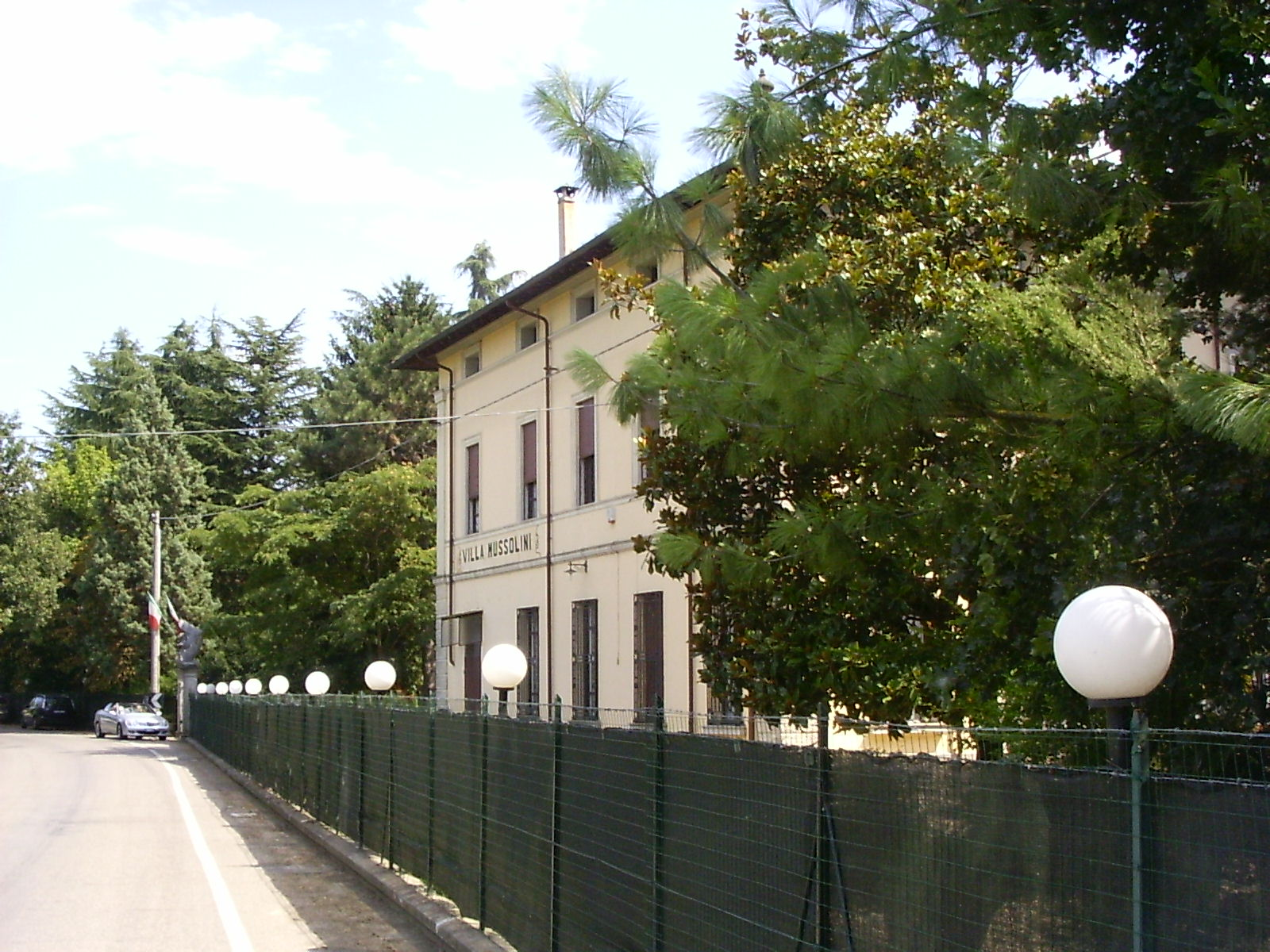
Villa Mussolini – Casa dei ricordi

Die Villa Carpena, auch Villa Mussolini und heute Villa Mussolini – Casa dei ricordi genannt, ist ein Landhaus im Ortsteil San Martino in Strada in Forlì in der italienischen Region Emilia-Romagna. Es liegt in der Via Crocetta 24. Dort lebten Benito Mussolini, seine Gattin Rachele und die fünf Kinder.
Noch lange blieb das Anwesen in den Händen der Familie Mussolini, aber im Jahr 2000 kauften einige Unternehmer aus Lodi die Villa und bauten sie zu einem Museum um.

## Beschreibung
Das Gelände der Villa Carpena liegt in der Landschaft um Forlì und beinhaltet mehrere Bauwerke: Das erste ist ein Bauernhaus, der erste Kern der Villa und erstes Wohnhaus von Mussolini und seiner Gattin, das diese 1914 kauften. Vor diesem Haus wurde 1923 das Wohnhaus der Familie Mussolini errichtet. Es hat drei Stockwerke und ist heute ein Museum. Im Erdgeschoss des Wohnhauses befinden sich die Küche, das Esszimmer, das Vorzimmer und das Arbeitszimmer von Benito Mussolini. Im Obergeschoss befinden sich die Schlafzimmer von Mussolini und seiner Gattin sowie der fünf Söhne sowie das einzige Badezimmer des Hauses. Vom Obergeschoss gelangt man über einen kleinen Balkon ins Dachgeschoss, das heute in eine Bibliothek und ein Studienzentrum zur Erinnerung an Romano Mussolini umgewandelt ist. Im Studienzentrum werden die Unterschriftenlisten der Besucher des Grabes von Benito Mussolini auf dem Friedhof von Predappio aufbewahrt.
Ein drittes Gebäude, das innen nicht zu besichtigen ist, ist ein kleines Haus aus Gipskarton, das Mussolini 1927 erbauen ließ. Es ist mit Wasser- und Elektroanschlüssen versehen und der Duce ließ es bauen, um seine Kinder darin spielen zu lassen. Obwohl es aus minderwertigem Material gebaut wurde, ist es bis heute intakt erhalten.
Im Garten gibt es einige Pflanzen, die Mussolini selbst pflanzte; bei der Geburt jedes Kindes pflanzte er einen Baum, aber heute ist nur noch der für die Tochter Anna Maria erhalten. Es gibt dort auch die Gärten und die Volieren der Gattin Rachele und das Salettl, in dem Mussolini morgens weilte, um Zeitungen zu lesen.
Unter dem Anwesen der Villa Carpena gibt es eine kleine Methangasansammlung, die Mussolini zur Versorgung der Herde in der Küche nutzen ließ.

## Relikte und Kunstwerke
Betritt man den Garten, bemerkt man sofort die Statuen, die der Bildhauer Francesco Messina schuf, und zwei Geschenke des Tennō Hirohito: einen heiligen Stein vom Fujiyama und eine Votivpagode. Eine Reiterstatue in Bronze vor dem Bauernhaus wurde dagegen nach dem Krieg vom Sohn Romano dort aufgestellt. Im Garten sind entlang der Wege, die ihn kreuzen, Büsten der Mitglieder der Familie Mussolini aufgestellt, darunter die des Sohnes Bruno und des früh verstorbenen Bruders Arnaldo.
Gegenüber der Villa ist ein funktionierendes Exemplar eines Fieseler Fi 156 „Storch“ erhalten, das Flugzeug, das Otto Skorzeny nutzte, um Mussolini zum Campo Imperatore zu bringen, sowie verschiedene Fahrzeuge, darunter ein Raupentraktor Marke FIAT, den Giovanni Agnelli dem Duce schenkte, und eine Dreschmaschine aus den 1930er-Jahren.
In der Villa sind originale Relikte des Ventennio und Objekte des täglichen Gebrauchs von Benito Mussolini und seiner Familie untergebracht, darunter das Motorrad des Duce (eine Bianchi) und seine Violine. Von besonderem Interesse ist die Uniform des Duce, die dieser am 25. April 1945 getragen hatte und die er aufhob, weil er sie mit dem Rosolio befleckte, den ihm Kardinal Schuster anbot. Sie liegt im Schlafzimmer Mussolinis an der Seite des Bettes, in dem er immer schlief. Die Uniform wurde von Morosini bei einer Auktion in den USA gekauft.
Unter den ausgestellten Kunstwerken sind ein Pastellgemälde von Mussolinis Sohn Bruno, ein von Kaiser Hirohito geschenktes Gemälde, das Romano Mussolini später als farbiges Ölgemälde reproduzierte, ein Porträt von Mussolini aus dem Jahr 1935 von Frank O. Salisbury, dem Maler der britischen Königsfamilie, und eine Lampe in Form einer Fascis, ein Geschenk von Gabriele D’Annunzio.
Daneben gibt es viele Fotografien aus dem öffentlichen und privaten Leben Mussolinis. Zu den wertvollsten zählt die vom Besuch des US-Unternehmers Walt Disney in Rom.
Romano Mussolini hatte ein Studio in der Villa, wo er malte und seine eigenen Gemälde verkaufte.
In der Villa ist auch ein Brief erhalten, den Benito Mussolini 1924 an Pater Pio schickte, dessen Echtheit aber von einigen bezweifelt wird.

## Geschichte
1909 erhielt Benito Mussolini, der damals Journalist und Mitglied der Partito Socialista Italiano war, von seinem Vater die Erlaubnis, Rachele Guidi zu heiraten, und im folgenden Jahr ließ sich das Paar in einer Wohnung in der Via Merenda 1 in Forlì nieder.
1914 kaufte Rachele Mussolini mit den ersten Gehältern ihres Gatten als Direktor des Avanti! für 12.000 Lit. das Bauernhaus, um das herum der Komplex der Villa Carpena entstand. Das Anwesen gehörte der Schwester von Rachele, Giuseppina Guidi. Nachdem Rachele eine gewisse Summe Geldes aus dem Verkauf ihres Autos, eines Itala, erhalten hatte, schloss sie den Kauf des umgebenden Geländes 1921 ab. 1923, als Mussolini bereits Regierungschef war, ließ er das Anwesen mit dem Bau des eigentlichen Landhauses erweitern, in dem dann der Duce und seine Familie wohnten, wenn sie nicht in der Villa Torlonia oder der Rocca delle Caminate weilten. In der Villa Carpena wurden die letzten beiden Kinder des Duce, Romano und Anna Maria, geboren.
Nach dem 8. September 1943 blieb die Villa Carpena unbewohnt. Gleich nach dem Zweiten Weltkrieg wurde sie vom Staat übernommen und die Möbel wurden in ein staatliches Lagerhaus gebracht. Viele Jahre lang sollte das Haus von Kriegsflüchtlingen belegt sein. Rachele Mussolini zog dort nach dem Ende ihrer Verbannung auf Ischia und vieler rechtlicher Streitereien erst 1957 wieder ein (im selben Jahr, in dem die Leiche von Benito Mussolini auf dem Friedhof von Perdappio beerdigt wurde) und lebte dort bis zu ihrem Tod 1979. Vittorio Mussolini wohnte dort zusammen mit seiner zweiten Gattin für den Rest seines Lebens, während sein Bruder Romano dort nur gelegentlich wohnte.
Im Jahre 2000 kauften Domenico Monosini, ein Unternehmer aus Lodi, und seine Gattin Adele über die zu diesem Zweck gegründete Gesellschaft Immobilare Villa Carpena das Anwesen. Am 29. Juli 2001, dem 118. Geburtstag von Benito Mussolini, wurde das Museum Villa Mussolini – Casa dei ricordi mit dem „Patrozinium“ von Romano Mussolini eingeweiht.